# دالی، گوانگدونگ
دالی، گوانگدونگ (به لاتین: Dali) یک شهرک در جمهوری خلق چین است که در نانهای واقع شده‌است.